# NGC 1510
NGC 1510 је лентикуларна галаксија у сазвежђу Часовник која се налази на NGC листи објеката дубоког неба. Удаљена је приближно 38 милиона светлосних година од Земље. Открио ју је Џон Хершел 4. децембра 1836.
Деклинација објекта је - 43° 23' 59" а ректасцензија 4h 3m 32,5s. Привидна величина (магнитуда) објекта NGC 1510 износи 12,4 а фотографска магнитуда 13,4. Налази се на удаљености од 10,3000 милиона парсека од Сунца. NGC 1510 је још познат и под ознакама ESO 250-3, MCG -7-9-6, IRAS 04019-4332, PGC 14375.

## Гравитациона интеракција са NGC 1512
NGC 1510 се налази под утицајем масивних гравитационих плимских сила колосалног суседа, премошћене спиралне галаксије NGC 1512. Ове две галаксије су у процесу дуготрајног спајања које се одвија већ 400 милиона година. На крају овог процеса NGC 1512 ће припојити свог мањег суседа.